# Ларге, Нассер
Нассер Ларге  (араб. ناصر لارڭيط‎, фр. Nasser Larguet;  род. 6 ноября 1958 года) —  франко-марокканский футбольный тренер, спортивный функционер, глава академии «Марселя».

## Биография
Ларге родился в Марокко и в подростковом возрасте играл в футбол. Он переехал во Францию, чтобы продолжить свое обучение микробиологии в Университете Кан-Нормандия, но по совместительству был футболистом-любителем в ряде команд. В 1982 году Нассер Ларге был профессором математики и естественных наук в колледже Тюри-Аркур (Кальвадос). В местной команде Ларге был назначен играющим тренером, тем самым начав свою тренерскую  карьеру.
В конце концов Ларге стал спортивным директором различных клубов Франции, включая ФК «Руан», «Канн», «Кан» и «Страсбур», а также работал тренером резервной команды «Гавра» с 2003 по 2004 год. С 2008 по 2014 год  Ларге трудился директором Футбольной академии имени Мохаммеда VI в Сале. Он был техническим директором национальной сборной Марокко с 2014 по 2019 год. 28 июня 2019 года Ларге был назначен главой академии «Марселя». 2 февраля 2021 года он был назначен временным тренером «Марселя» после того, как Андре Виллаш-Боаш подал в отставку. На следующий день он дебютирует матчем Лиги 1 против «Ланса», завершившимся результативной ничьей 2:2.